# Uzbekistan na Letnich Igrzyskach Olimpijskich 2008
Uzbekistan na Letnich Igrzyskach Olimpijskich 2008 reprezentowało 56 sportowców (41 mężczyzn i 15 kobiet) w 13 dyscyplinach.
Był to 4. start reprezentacji Uzbekistanu na letnich igrzyskach olimpijskich. Sześć zdobytych medali to najwięcej w historii występów Uzbekistanu na letnich igrzyskach olimpijskich.

## Zdobyte medale
| Medal  | Zawodnik          | Dyscyplina sportowa | Konkurencja                     |
| ------ | ----------------- | ------------------- | ------------------------------- |
| Złoto  | Artur Taymazov    | Zapasy              | styl wolny do 120 kg mężczyzn   |
| Srebro | Abdulla Tangriyev | Judo                | powyżej 100 kg mężczyzn         |
| Srebro | Soslan Tigiyev    | Zapasy              | styl wolny do 74 kg mężczyzn    |
| Brąz   | Anton Fokin       | Gimnastyka          | ćwiczenia na poręczach mężczyzn |
| Brąz   | Rishod Sobirov    | Judo                | do 60 kg mężczyzn               |
| Brąz   | Yekaterina Xilko  | Gimnastyka          | skoki na trampolinie kobiet     |